# 章平
章平（しょうへい、1991年4月28日 - ）は、日本の俳優である。東京都出身。RMP株式会社所属。

## 人物
大学生時代にバイト先で事務所を紹介してもらい、1年間モデルとして活動後、ミュージカル『テニスの王子様』2ndシーズンのオーディションを受けて合格し、初舞台を踏む。
趣味は筋トレ、旅、温泉に入ることで、特技は野球。好きな食べ物は和食で、甘党でもある。

## 出演

### 舞台
2012年 - 2014年
- ミュージカル『テニスの王子様』2ndシーズン（2012年 - 2014年） - 河村隆 役
  - SEIGAKU Farewell Party（2012年10月11日 - 14日、TOKYO DOME CITY HALL）
  - 青学vs比嘉（2012年12月20日 - 2013年2月17日、日本青年館 他）
  - Dream Live 2013（2013年4月27日 - 29日・5月3日 - 5日、横浜アリーナ 他）
  - 全国大会 青学vs氷帝（2013年7月11日 - 9月29日、TOKYO DOME CITY HALL 他）
  - 青学vs四天宝寺（2013年12月19日 - 2014年3月2日、日本青年館 他）
  - 春の大運動会 2014（2014年4月26日、横浜アリーナ）
  - 全国大会 青学vs立海（2014年7月12日 - 9月28日 TOKYO DOME CITY HALL 他）
  - Dream Live 2014（2014年11月15日 - 24日、さいたまスーパーアリーナ）

2015年
- 『疾風!!新選組〜時を駆け抜けた漢たち〜』（2015年2月、WoodyTheatre中目黒） - 土方歳三 役
- 『ダイヤのA』 The LIVE（2015年8月、Zeppブルーシアター六本木） - 坂井一郎 役
- 『弱虫ペダル』 IRREGULAR 2つの頂上（2015年10月8日 - 11月8日、日本特殊陶業市民会館 フォレストホール / TOKYO DOME CITY HALL / 梅田芸術劇場 メインホール / キャナルシティ劇場） - 田所迅 役
- ミュージカル『青春-AOHARU-鉄道』（2015年11月18日 - 23日、全労済ホールスペース・ゼロ） - 副都心線 役
- 『薄桜鬼SSL 〜sweet school life〜』 THE STAGE（2015年12月11日 - 20日、シアターサンモール） - 永倉新八 役

2016年
- 『七転び土に還る』（2016年5月、パルテノン多摩 小ホール）
- 劇団たいしゅう小説家Present's〜宝や旅館〜『げんせんじゃ〜!』（2016年6月、萬劇場） - 有馬正 役
- 『戦国無双 四国遠征の章』（2016年6月29日 - 7月4日、AiiA 2.5 Theater Tokyo） - 福島正則 役
- ウィリアム・シェイクスピア『夏の夜の夢』（2016年7月14日 - 18日、カメリアホール） - ライサンダー 役
- 『ダイヤのA』 The LIVE III（2016年8月 - 9月、Zeppブルーシアター六本木） - 坂井一郎 役 ※ 映像出演
- 連載40周年特別企画 舞台版『こちら葛飾区亀有公園前派出所』（2016年9月9日 - 25日、AiiA 2.5 Theater Tokyo / サンケイホールブリーゼ） - MAKOTO 役
- 舞台『Take me out』（2016年12月、DDD青山クロスシアター / 兵庫県立芸術文化センター 阪急 中ホール） - ダレン・レミング 役

2017年
- 『スーツの男たち』（2017年3月 - 4月、アトリエファンファーレ高円寺） - ボビー 役
- 『錆色のアーマ』（2017年6月8日 - 25日、AiiA 2.5 Theater Tokyo / 森ノ宮ピロティホール） - 木偶 役
- ブロードウェイミュージカル『ピーターパン』（2017年7月 - 8月、東京国際フォーラム ホールC 他）
- シス・カンパニー公演『ローゼンクランツとギルデンスターンは死んだ』（2017年10月 - 11月、世田谷パブリックシアター）

2018年
- 舞台『Take Me Out 2018』（2018年3月 - 4月、DDD青山クロスシアター） - ダレン・レミング 役
- ブロードウェイミュージカル『ピーターパン』（2018年7月21日 - 8月26日、東京国際フォーラム ホールC 他） - スターキー 役
- 『二十日鼠と人間』（2018年10月 - 11月、東京グローブ座 / 森ノ宮ピロティホール） - レニー 役

2019年
- 舞台『BLUE/ORANGE』（2019年3月29日 - 4月28日、DDD青山クロスシアター） - クリス 役
- 『錆色のアーマ』-繋ぐ-（2019年6月、天王洲 銀河劇場 / 岡崎市民会館 あおいホール / 梅田芸術劇場 シアター・ドラマシティ）木偶 役
- 『HAMLET－ハムレット－』（2019年9月 - 10月、東京グローブ座 / 2019年10月、森ノ宮ピロティホール） - レアティーズ 役

2020年
- 「天保十二年のシェイクスピア」（2020年2月、日生劇場） - 尾瀬の幕兵衛 役
- 舞台『BIRTH』（2020年10月10日 - 10月21日、よみうり大手町ホール） - オザワ 役（トリプルキャスト）

2021年
- ブロードウェイ・オリジナルミュージカル『バーナム』（2021年3月6日 - 4月2日、東京芸術劇場 他）
- 「キネマの天地」（2021年6月10日 - 27日、新国立劇場） - 島田健二郎役
- 近松心中物語（2021年9月 - 10月、神奈川芸術劇場 他）

2022年
- 「シラノ・ド・ベルジュラック」（2022年2月、東京芸術劇場 / COOL JAPAN PARK OSAKA） - ル・プレ役
- ミュージカル「ジョセフ・アンド・アメージング・テクニカラー・ドリームコート」（2022年4月7日 - 5月16日、日生劇場 他） - イッサカル 役
- ミュージカル「エリザベート」（2022年10月9日 - 11月22日、帝国劇場 / 2022年12月5日 - 12月17日、御園座 / 2022年12月29日 - 2023年1月3日、梅田芸術劇場 / 2023年1月11日 - 1月31日、博多座） - シュテファン 役

2023年
- 「エドモン〜『シラノ・ド・ベルジュラック』を書いた男〜」（2023年4月、新国立劇場 中劇場 / 東大阪市文化創造館 Dream House 大ホール） - ジャン 役
- ミュージカル・ピカレスク「LUPIN～カリオストロ伯爵夫人の秘密～」（2023年11月9日- 11月28日、帝国劇場 / 12月7日 - 12月20日、御園座 / 12月29日 - 2024年1月10日、梅田芸術劇場 / 2024年1月22日 - 1月28日、博多座） - レオナール 役

2024年
- 「デカローグ7～10［プログラムD・E交互上演］」（2024年6月22日 - 7月15日、新国立劇場 小劇場）※プログラムＤ 出演
- 「リア王の悲劇」（2024年9月- 10月、KAAT 神奈川芸術劇場）- エドマンド 役
- 「天保十二年のシェイクスピア」（2024年12月9日 - 2025年1月26日、日生劇場 他）

2025年
- 舞台「Take Me Out」2025（2025年5月17日 - 6月8日、よみうりホール / 6月14日・15日、Niterra日本特殊陶業市民会館 ビレッジホール / 6月20日・21日、岡山芸術創造劇場 ハレノワ 中劇場 / 6月27日 - 29日、兵庫県立芸術文化センター 阪急中ホール） - ダレン・レミング 役
- 舞台「怪人21面相」（2025年7月31日 - 8月10日〈予定〉、新宿シアターモリエール） - 幸村統夷 役
- ミュージカル「十二国記 -月の影 影の海-」（2025年12月9日 - 2026年2月1日〈予定〉、日生劇場 他） - 延王 役

2026年
- ミュージカル「ジキル&ハイド」（2026年3月 - 4月〈予定〉、東京国際フォーラム 他） - サイモン・ストライド 役

広告
SEIYU   バスプラ！ スチール広告

### テレビドラマ
- 『薄桜鬼SSL 〜sweet school life〜』（2015年、TOKYO MX） - 永倉新八 役

### 映画
- 『薄桜鬼SSL 〜sweet school life〜 THE MOVIE』（2016年） - 永倉新八 役
- 『デスノート Light up the NEW world』（2016年） - 特殊警察隊 役
- 『MIRRORLIAR FILMS Season7 SUNA』（2025年）[41]